# Kunzea baxteri
Kunzea baxteri là một loài thực vật có hoa trong Họ Đào kim nương. Loài này được (Klotzsch) Schauer mô tả khoa học đầu tiên năm 1844.